# Karin Kavlis plats

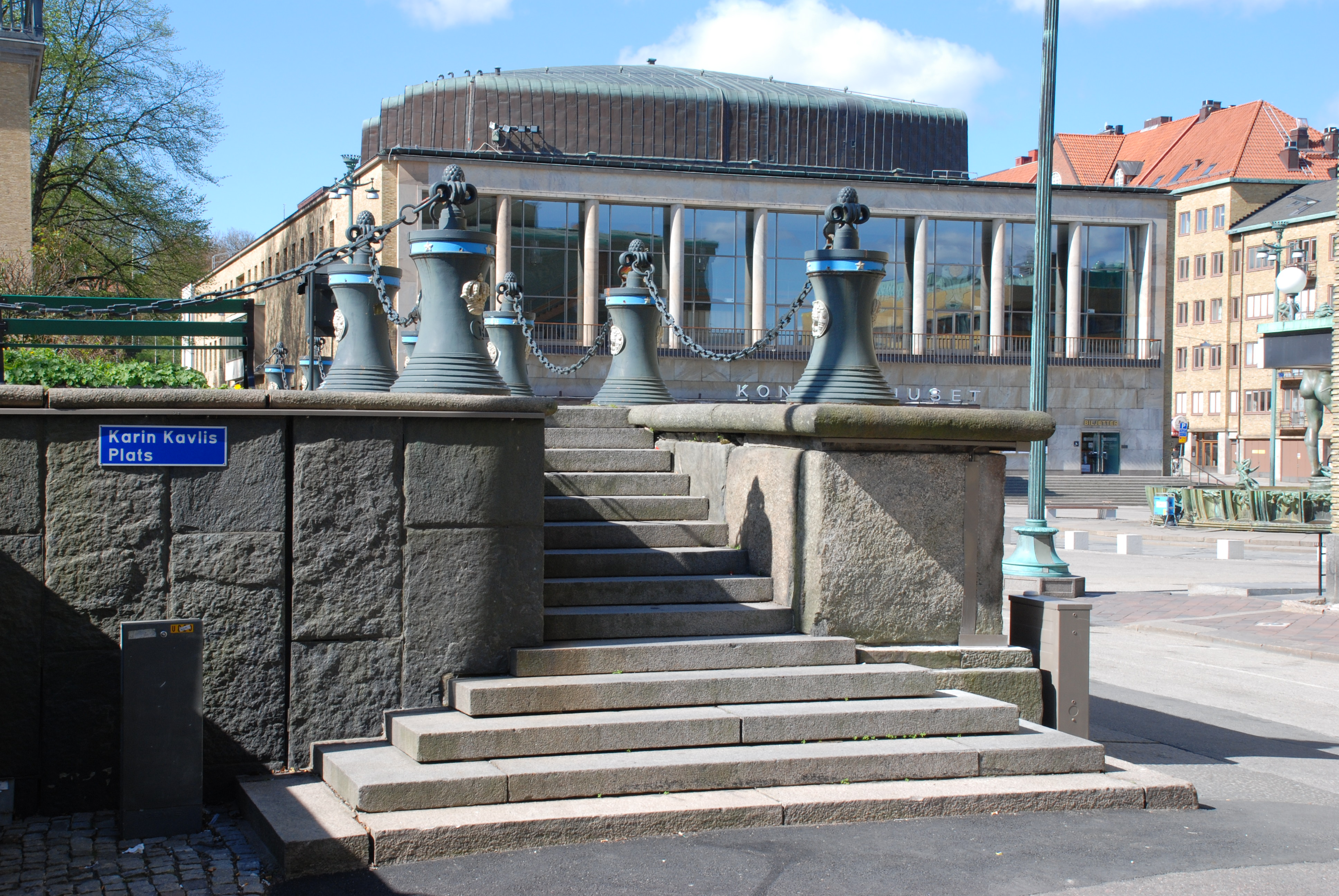
Karin Kavlis plats ligger söder om stadsteatern vid Götaplatsen.

Karin Kavlis plats är en plats intill Götaplatsen i stadsdelen Lorensberg i Göteborg.
Platsen ligger söder om stadsteatern och fick sitt namn år 2001 efter Karin Kavli, som var dess första kvinnliga chef under åren 1954-1962.